# Toon Agterberg
Toon Agterberg (Utrecht, 19 februari 1953) is een Nederlands acteur.

## Biografie
Agterberg studeerde aan de HKU. In 1980 maakte hij zijn acteerdebuut als Eef in de film Spetters van Paul Verhoeven. Hierna speelde hij onder andere in Moord in extase, Kunst en vliegwerk en De zondagsjongen (1990). Naast zijn werk voor film en televisie, werkte hij van 1982 tot 1987 bij Het Werkteater. Hoewel hij in de jaren 80 diverse grote filmrollen speelde, trok hij zich halverwege jaren 90 terug uit de filmwereld. Zijn laatste grote rol speelde hij in de televisieserie Consult. Hierna richtte hij zich op het beeldend kunstenaarschap, waarbij hij zich specialiseerde in decors houtsculpturen en meubelen. Hij werkt als kunstenaar regelmatig samen met kunstenaars Wouter Stips en Liza May Post.
Agterberg had een relatie met Pia Blanco, die onder andere scripts schreef voor ONM en Goede tijden, slechte tijden en enkele boeken publiceerde. Samen hebben ze twee dochters.

## Filmografie
- Consult (1996)
- Unit 13 (1996) - Koos van Dam
- De zondagsjongen (1992) - Vader
- Kafka (1991) - Jonge anarchist
- De Brug (1990) - NSB'er Kruizinga
- Parallax (1989) - Daniel Dunglas Home
- Kunst en Vliegwerk (1989) - Frans Meyer
- De bruine jurk (1988) - Bob Koedooder
- Mijn idee: Een onglooflijke reis (1988) - raadsheer Tobias
- Sans rancune (1987) - Agent
- De Ratelrat (1987) - Arie
- Plafond over de vloer (1986) - taxichauffeur
- Thomas en Senior en de grote goudroof (1985) - Jasper
- Moord in extase (1984) - Walter van Duyn
- Kanaal 13 (1983)
- Spetters (1980) - Eef

- International Standard Name Identifier: 0000 0001 3319 5789
- Library of Congress Control Number: no2010112330
- Système universitaire de documentation: 226311724
- Virtual International Authority File: 137620206
- WorldCat: E39PBJrRbFDCFqTBXVQfqvD8YP